# Czerwona gorączka (film)
Czerwona gorączka (ang. Red Heat) – amerykański film akcji z 1988 roku w reżyserii Waltera Hilla. W głównych rolach wystąpili Arnold Schwarzenegger jako Iwan Danko z Moskwy i James Belushi, jako detektyw Art Ridzik z Chicago.
Film zrealizowano na Węgrzech (Budapeszt), w ZSRR (Moskwa) i w USA (Chicago). Pierwszy amerykański film kręcony na Placu Czerwonym w Moskwie. A.Schwarzenegger otrzymał 8 milionów dolarów za rolę w filmie.

## Obsada
- Arnold Schwarzenegger jako kpt. Iwan Danko
- James Belushi jako detektyw Art Ridzik
- Peter Boyle jako Lou Donnelly
- Ed O’Ross jako Wiktor Rostavili
- Laurence Fishburne jako Charlie Stobbs
- Gina Gershon jako Catherine „Cat” Manzetti
- Richard Bright jako det. sierż. Gallagher
- J.W. Smith jako Salim
- Brent Jennings jako Abdul Elijah
- Sven-Ole Thorsen jako Nikolai, Danko walczy z nim na śniegu

## Fabuła
Kapitan Iwan Danko (Arnold Schwarzenegger), funkcjonariusz milicji radzieckiej walczy z narkotykowym procederem na terenie Moskwy. Podczas akcji ujęcia grupy handlarzy narkotyków, jego partner Jurij zostaje zastrzelony przez jednego z handlarzy, Wiktora Rosta (Ed O’Ross). Wraz z dwoma przestępcami ucieka z państwa radzieckiego, trafiając do Chicago. Kapitan I.Danko rusza ich śladem. Na miejscu okazuje się, że Rostę ujęła policja podczas kontroli drogowej. Danko chce zabrać go do ojczyzny. Otrzymuje wsparcie dwóch policjantów, detektywa Artura Ridzika (James Belushi) oraz sierżanta Gallaghera (Richard Bright). Podczas konwoju, Danko zostaje zaatakowany przez uzbrojony gang Afroamerykanów zwanych Twardogłowymi. Chcą oni odbić radzieckiego zbira, z którym prowadzą interesy narkotykowe. Dochodzi do strzelaniny. Rosta ucieka, Gallagher zostaje zastrzelony a Danko skatowany.
Po wyjściu ze szpitala, kapitan chce koniecznie szukać zbiega. Do pomocy zostaje mu przydzielony Ridzik. Mimo wzajemnych niechęci i różnych podejść do sprawy, obaj gliniarze działają razem.